# Качайло Омелян Артемович
Омеля́н (Оме́лько) Арте́мович Кача́йло (рос. Емельян Артёмович Качайло; 8 січня 1893, Бориспіль — 23 вересня 1943, Бориспіль) — український радянський пролетарський поет, член літературного об'єднання «Гарт».
Для віршів Омеляна Качайла характерні динамізм і революційна патетика.
Павло Тичина використав його як прототип персонажа Робочого в поемі «Розкол поетів».

## Життєпис
Омелян Качайло народився 8 січня 1893 року в Борисполі. З 1915 року працював на київських підприємствах. З 1920 — член Бориспільського комітету бідноти. Друкувався в пресі. Був членом літературної організації українських пролетарських письменників «Гарт». Підготував до друку поетичний збірник «З-під молота» (1919, частково опублікований у журналі «Україна», 1987, № 45). Воював на боці радянської армії в часи німецько-радянської війни. Загинув 3 вересня 1943 року.